# Chinbunchorn Somrak
Chinbunchorn Somrak (thailändisch ชินบัญชร สมรักษ์; * 23. September 2003) ist ein thailändischer Fußballspieler.

## Karriere
Chinbunchorn Somrak erlernte das Fußballspielen in der Ndebi Sports Academy. Seinen ersten Vertrag unterschrieb er am 1. Juli 2022 in Brasilien beim unterklassigen EC Atlético Batistense in São João Batista. Hier stand er bis Juli 2024 unter Vertrag. Im August 2024 wechselte er nach Tadschikistan, wo er in Hissor einen Vertrag beim Erstligisten Barqchi Hisor unterschrieb. Sein Erstligadebüt gab er am 6. November 2024 (16. Spieltag) im Auswärtsspiel gegen den FC Khujand. Bei der 2:0-Niederlage wurde er in der 90.+5 Minute für Kamariddin Gafforzoda eingewechselt.